# یک ادیسه مریخی

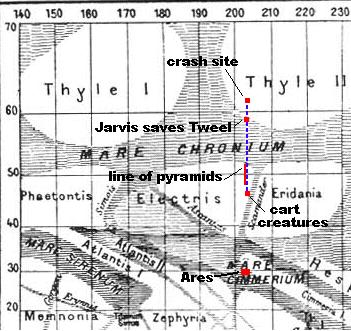
مسیری که دیک جارویس پس از سقوط هواپیمایش با پای پیاده در مریخ پیمود تا به پایگاه آرس برگردد.

یک اُدیسهٔ مریخی (به انگلیسی: A Martian Odyssey)، داستانی کوتاه در سبک علمی‌تخیلی از استنلی جی. وینباوم است که اولین‌بار در سال ۱۹۳۴ در شمارهٔ جولای مجلهٔ داستان‌های شگفت‌انگیز (Wonder Stories) به چاپ رسید. این داستان، دومین اثری بود که وینباوم به چاپ رساند و به عنوان بهترین کار او شناخته می‌شود. چهار ماه بعد از انتشار این داستان، دنبالهٔ آن‌را با نام دره آرزوها چاپ کرد. این دو داستان، تنها داستان‌های وینباوم هستند که در مریخ می‌گذرند. این داستان، وینباوم را در جملهٔ پیشاهنگان ادبیات علمی‌تخیلی قرار داد و بر کار نویسندگان دیگر این سبک تأثیر زیادی گذاشت.

## داستان
دیک جارویس، شیمی‌دان آمریکایی، یکی از چهار خدمه سفینهٔ آرس (Ares) است که در مریخ فرود آمده‌است. او پس از سقوط هواپیمایش در یکی از سفرهای شناسایی مجبور می‌شود که مسیری طولانی را با پای پیاده برای رسیدن به پایگاه آرس بپیماید. او در این مسیر با موجودات و عجایب بسیاری مواجه می‌شود. از جملهٔ این موجودات، حیوانی است که در او آن را به شترمرغ تشبیه می‌کند و با پرش‌های طولانی می‌تواند مسافت‌های زیادی را در زمانی کم بپیماید. این حیوان که او آن را توییل (Tweel) می‌نامد دارای هوشی بالاست و به زودی می‌تواند با یاد گرفتن چند واژهٔ انگلیسی با دیک ارتباط برقرار کند و در طول سفر او را همراهی می‌کند. در این مسیر با موجودات دیگری نیز برخورد می‌کنند. از جمله موجودی که از سیلیکون ساخته شده و با مصرف سیلیکون زمین، مواد زاید خود را به شکل آجر سیلیکا پس می‌دهد و از آن ساختمان‌هایی هرمی‌شکل می‌سازد. همچنین موجودی مار مانند نیز وجود دارد که افکار موجودات دیگر را می‌خواند و از آرزوهای آن‌ها برای شکارشان کمک می‌گیرد. همچنین گونه‌ای موجودات اجتماعی نیز وجود دارند که با شهرهایی بزرگ و تپه‌مانند می‌سازند.

## بازخورد
آیزاک آسیموف تأثیر این داستان را همچون انفجار یک نارنجک دانسته که ادبیات علمی‌تخیلی را تغییر داد و پس از این داستان، همگی نویسندگان می‌خواستند از سبک او تقلید کنند.
موجودات بیگانه در این داستان توانستند کلیشهٔ موجودات بیگانهٔ آن زمان را بشکنند و هویتی مستقل برای خود داشته‌باشند. توییل در این کتاب، اولین بیگانه‌ای بود که توانست نظر جان دبلیو. کمبل را برآورده کند که گفته بود: «دربارهٔ موجودی بنویسید که به خوبی انسان فکر کند، یا بهتر از او، اما نه همانند او.»
در سال ۱۹۷۰ میلادی، انجمن نویسندگان علمی‌تخیلی آمریکا، این داستان را دومین داستان کوتاه برتر (پس از داستان کوتاه شبانگاه نوشتهٔ آسیموف،)   پیش از شکل‌گیری جایزه نبولا دانستند.